# Alexeï Pechtchourov
Alexeï Alexeïevitch Pechtchourov (en russe : Алексей Алексеевич Пещуров), né le 9 mai 1834 dans le gouvernement de Kalouga et mort le 9 octobre 1891 à Saint-Pétersbourg, est un militaire et un marin russe.
Il fut vice-amiral dans la Marine impériale de Russie, navigateur russe, ministre de la Marine impériale de Russie du 23 juin 1880 au 11 janvier 1882, membre du Conseil d'État, gouverneur militaire de la ville de Nikolaïev, commandant de la flotte de la mer Noire et des ports de la mer Noire, ainsi que commandant de la flotte de la mer Caspienne et de ses ports.

## Famille
Alexeï Alexeïevitch Pechtchourov épousa Barbara Veniaminovna Elliot.

### Descendance
- Maria Alexeïevna Pechtchourova (1863 ou 1860)
- Elena Alexeïevna Pechtchourova (1866)
- Petr Alexeïevitch Pechtchourov (1867)
- Varvara Alexeïevna Pechtchourova (1869 ou 1870)
- Sofia Alexeïevna Pechtchourova (1874 ou 1875)
- Mikhaïl Alexeïevitch Pechtchourov (1876-1931) à Athènes.

## Biographie
- 9 mars 1898 - Entrée au Corps des Cadets de la Marine.
- 11 août 1851 - Sorti diplômé du Corps des Cadets de la Marine et promu Garde-marine (grade en vigueur de 1716 à 1917) [1]
  - 1851-1854 - Premier officier auprès de l'amiral Evfimy Vassilievitch Poutyatine
- En service sur la frégate Pallada en Extrême-Orient
- 13 août 1853 - Promu au grade d'adjudant
- Alexeï Alexeïevitch Pechtchourov fit la description du port de Nagasaki.
- Il prit part à des travaux d'hydrographie au large de la côte orientale de la Corée et de la baie de Possiet
  - 1854-1855 - Il entreprit une expédition au Japon à bord de frégate Diana (Диана)
- Il prit part à des travaux d'études dans le golfe de De Castries et du détroit de Tsugaru (situé entre les îles de Honshu et Hokkaidō)
- Alexeï Alexeïevitch Pechtchourov fit la description des ports de Hakodate, Osaka, Shimoda, des baies de Enora, Heda, Arar, Taro.
- Il participa à la construction de la goélette Heda
- 1855 - À bord de la Heda accompagné de Evfimy Vassilievitch Poutyatine, du port de Nikolaïevsk-sur-l'Amour, il traversa la Sibérie pour accoster à Saint-Pétersbourg.
- 24 juillet 1856 - Il effectua un voyage en Angleterre
- 26 février 1857 - Officier sous les ordres des Amirautés d'Angleterre et de France
  - 1860-1861 - Commandant à bord du clipper Gaïdamak
- Il prit part à la rédaction de la description du golfe d'Orient (situé en mer du Japon)
- 19 octobre 1860 - Promu au grade de kapitan-leïtenant
  - 1863-1864 - Dans l'escadre du Pacifique placée sous les ordres de l'amiral Andreï Alexandrovitch Popov (1821-1898), le clipper Gaïdamak prit part à l'expédition russe à San-Francisco.
- 1er janvier 1865 - Promu capitaine 2e classe (grade correspondant à celui de lieutenant-colonel dans l'infanterie ou l'armée de l'air)
- 21 juillet 1865[réf. souhaitée]- Membre du Département de la construction navale
- 15 mai 1867 - Effectua une mission aux États-Unis en qualité de commissaire du gouvernement impérial de Russie
- 14 octobre 1867 - Il prit part à la signature du protocole concernant la vente des exploitations de l'Entreprise russo-américaine en Alaska et aux îles Aléoutiennes
- 11 novembre 1868 - Promu capitaine 1re classe (grade correspondant à de lui de colonel dans l'infanterie ou l'armée de l'air)[réf. souhaitée], nommé vice-directeur du Bureau du ministère de la Marine
- 31 mars 1868 - Promu kontr-admiral et nommé directeur du Bureau du ministère de la Marine
- 30 août 1878 - Admis dans le cortège impérial
- 23 juin 1880 : Nommé ministre de la Marine impériale de Russie
- 11 janvier 1882 - Pour ses excellents états de service il fut promu vice-amiral, il reçut sa nomination de commandant de la flotte de la mer Noire et de ses ports, de gouverneur militaire de Nikolaïev
- 1er janvier 1886 - Commandant en chef de la flotte de la mer Noire, de ses ports, de la flotte de la mer Caspienne
- 3 août 1890 - Admis à siéger au Conseil d'État
- 9 octobre 1891 - Alexeï Alexeïevitch Pechtchourov décéda à Saint-Pétersbourg, il fut inhumé au cimetière Novodievitchi.

## Collaboration à la construction de Nikolaïev
En mer Noire, Alexeï Alexeïevitch Pechtchourov construisit les premiers cuirassés.
- Sinop
- Catherine II
- Tchesma

Alexeï Alexeïevitch Pechtchourov construisit un certain nombre de sites urbains :
- 1883 : Une chapelle en l'honneur du tsar Alexandre II de Russie
- 1885 : Projet de norias destinées aux ports pour marchandises en vrac dans le port de commerce
- 1890 : Quais de granit dans le port commercial
- 1890 : Construction du gymnase Mariinsky

Ouverture d'un certain nombre d'entreprises et d'institutions :
- 1882 : Agence du Télégraphe Nord
- 1882-1883 : Plusieurs écoles et collèges
- 1884 : Création du journal Nikolaïev
- 1889 : Création du Yacht Club
- 1890 : Création des lignes de communications téléphoniques interurbaines
- 1890 : Création du centre artistique Nikolaïev
- 1890 : Création d'un nouvel hôpital.

## Distinctions
- Ordre de Sainte-Anne (1re classe)
- Ordre de Saint-Vladimir (2e classe)
- Ordre de Saint-Stanislas (1re classe)
- Ordre de Saint-Alexandre Nevski
- Ordre du Sauveur (Grèce)
- Ordre du Lion (1re classe) (Perse)
- Ordre de l'Aigle blanc (Russie impériale).

## Monument érigé à sa mémoire
- Monument en hommage à Alexeï Alexeïevitch Pechtchourov érigé dans le golfe d'Orient.

## Sources
- (ru) Cet article est partiellement ou en totalité issu de l’article de Wikipédia en russe intitulé « Пещуров, Алексей Алексеевич » (voir la liste des auteurs).